# Мілідовська гора
Мілідовська гора — найвища точка Ошмянської височини, розташована на північній околиці села Мілідовщина Сморгонського району Гродненської області.
Геологічна пам'ятка природи республіканського значення. Висота 320 м. Складена моренними суглинками, валунним галечником і крупнозернистими пісками, в нижній і середній частинах покриву — лессовиднимі пилеваті суглинки. Вершина гори має вигляд пагорба з опуклими схилами, крутизна північного та західного до 35 °, південного до 10 °. Привершинна частина покрита лісом, середня і нижня частково під ріллею.